# Tor Berger Jørgensen
Tor Berger Jørgensen, född 27 december 1945, var biskop i Sør-Hålogalands stift i Norska kyrkan 2007–2015.
Han utnämndes den 17 november 2006 och blev vigd till ny biskop efter Øystein I. Larsen den 28 januari 2007. Jørgensen har varit domprost i Bodø domkyrka sedan år 2000 och har i flera perioder vikarierat som biskop.
Jørgensen avlade teologie kandidatexamen vid Misjonshøgskolen/Menighetsfakultetet 1972. Han har i 15 år arbetat som missionspräst i Japan för Det Norske Misjonsselskap och var därefter generalsekreterare i samma organisation från 1991 till 1999. År 2000 bytte Jørgensen ståndpunkt om homosexuellas ställning i kyrkan och har därefter varit bland de mest liberala i denna fråga. Jørgensen var också biskopskandidat till Oslo stift 2005, då Ole Christian Kvarme valdes.
Knappt en vecka innan han vigdes till biskop meddelade han i Aftenposten att han förespråkar att det införs ett eget ritual i kyrkan för samkönade par som ingår partnerskap.
Biskop Tor Berger Jørgensen prästvigde den 8 januari 2009 en person i ett samboförhållande till präst. Ordinationen var historisk i och med att aldrig tidigare har en person som lever öppet i ett samboförhållande blivit ordinerad till präst i Norske kyrkan. Detta är också i strid med kyrkans egna regler. 1995 fastslog biskoparna att en sambo icke kan prästvigas. Med detta kom biskopen på kollisionskurs med andra höga ledare i Norska kyrkan; både preses i biskopskollegiet, biskop Olav Skjevesland, och ordföranden i kyrkostyrelsen, Nils-Tore Andersen, tog avstånd från biskop Jørgensens åsidosättande av detta.
Biskop Tor Berger Jørgensen var tidigare styrelseordförande i föreningen Nei til Frontkollisjoner.